# Hentij tartomány
Hentij tartomány (mongolul: Хэнтий аймаг) Mongólia huszonegy tartományának (ajmag) egyike. Az ország északkeleti részén terül el, székhelye Öndörhán.

## Földrajz
Nyugaton a Központi-, északnyugaton Szelenga-, délen Kelet-Góbi-, délkeleten Szühebátor-, keleten a Keleti tartománnyal, valamint északon Oroszországgal határos. 
Területének  nagy része sík vidék, hullámos síkság, sztyepp. Csak északnyugati része magasabb, mely a Hentij-hegység keleti részére terjed ki. Itt ered (az Ih-Hentij-hegy lejtőin?) két nagy folyója, a tartomány ezek vízgyűjtő területén fekszik: az Onon a bővebb vízű, mivel az északi hegyekben eredő kisebb folyóvizekből utánpótlást kap; a síksági jellegű Kerülen előbb a Központi tartománnyal közös határon dél felé folyik, majd északkeletre fordulva átszeli az egész tartományt és a kelet-mongóliai sztyeppét. 
Hentij északnyugati részén természetvédelmi területet alakítottak ki (12 700 km2), benne a mongolok szent hegyével (Burhan-Haldun, Бурхан Халдун уул), mely a legenda szerint Dzsingisz kán nyughelyét rejti. A terület 2015 óta az UNESCO világörökségi listáján szerepel.

## Népessége
| Lakosok száma | 65 811 | 72 609 | 73 663 |
|               | 2011   | 2015   | 2016   |

## Járások
- Batnorov járás (Батноров сум)
- Batsirét járás (Батширээт сум)

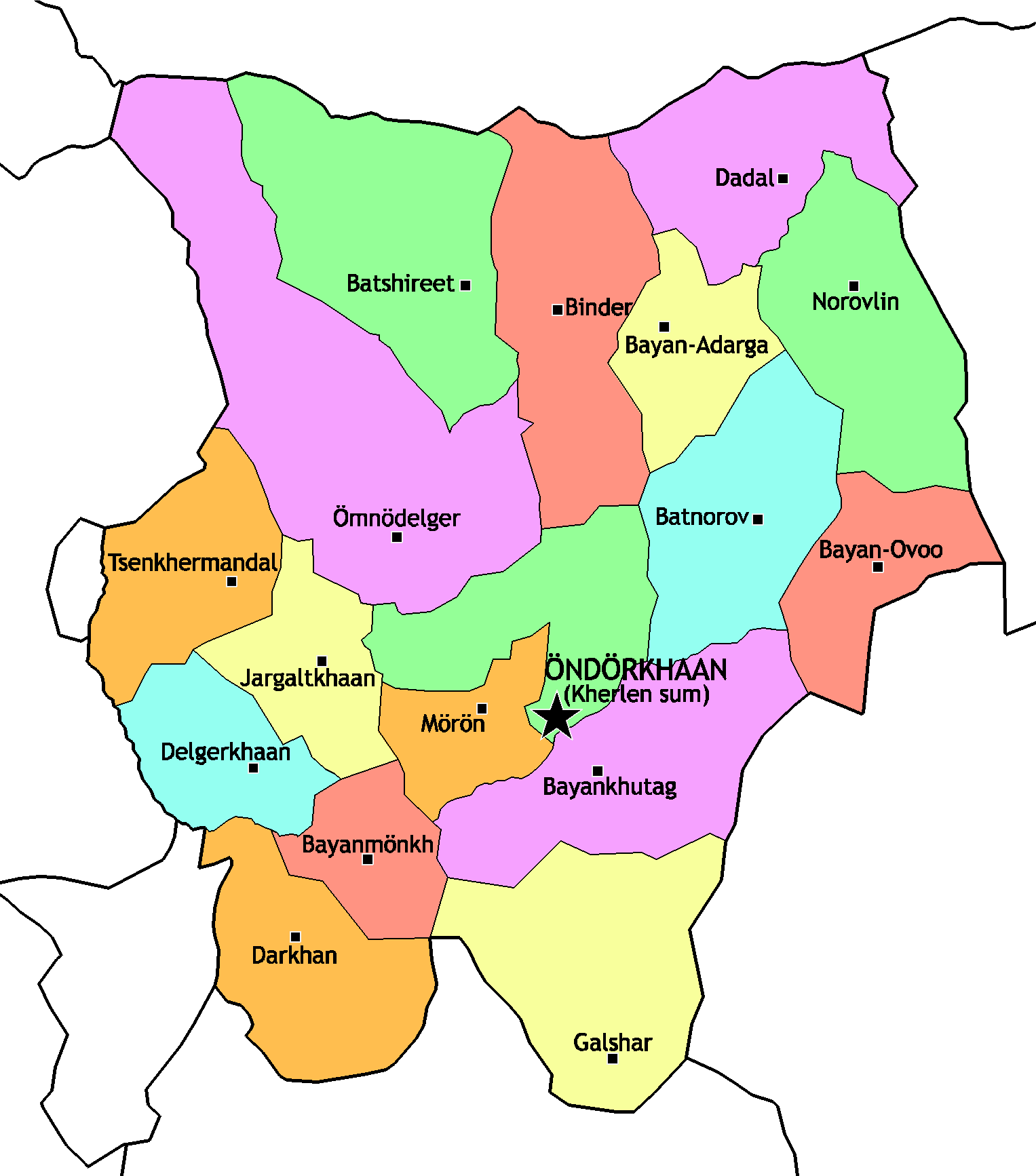
Hentij tartomány járásai

- Bajan-Adraga járás (Баян-Адрага сум)
- Bajanhutag járás (Баянхутаг сум)
- Bajanmönh járás (Баянмөнх сум)
- Bajan-Ovó járás (Баян-Овоо сум)
- Binder járás (Биндэр сум)
- Dadal járás (Дадал сум)
- Darhan járás (Дархан сум)
- Delgerhán járás (Дэлгэрхаан сум)
- Galsar járás (Галшар сум)
- Dzsargalthán járás (Жаргалтхаан сум)
- Kerülen járás (Хэрлэн сум)
- Mörön járás (Мөрөн сум)
- Norovlin járás (Норовлин сум)
- Ömnödelger járás (Өмнөдэлгэр сум)
- Cenhermandal járás (Цэнхэрмандал сум)
- Öldzít járás (Өлзийт сум)